# Fraxern
Fraxern är en ort och kommun i distriktet Feldkirch  i förbundslandet Vorarlberg i västra Österrike. Kommunen har 750 invånare (2024).
Namnet på orten är dokumenterat år 1127. En av ortens sevärdheter är Sankt Jakobs kyrka.